# Wilhelm Holtz

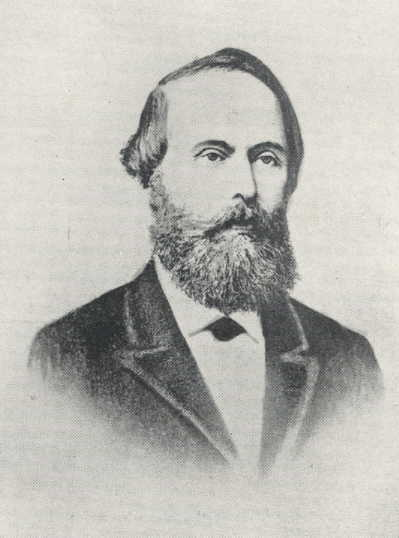
Wilhelm Holtz.

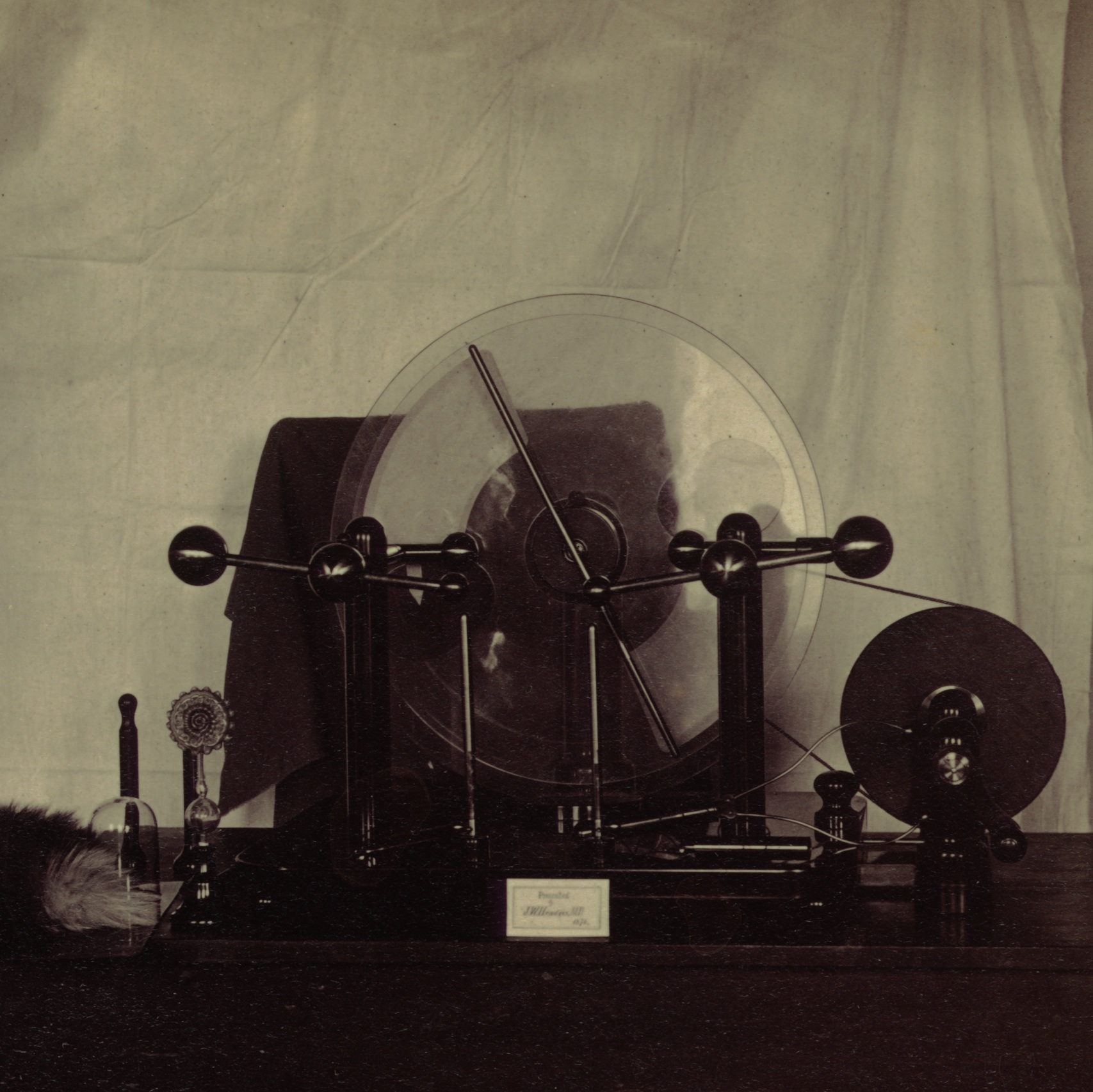
Holtz' influensmaskin.

Wilhelm Theodor Bernhard Holtz, född den 15 oktober 1836 i Saatel (Löbnitz) vid Barth i Vorpommern, död den 27 september 1913 i Greifswald, var en tysk fysiker och uppfinnare. Han är framförallt känd för att ha konstruerat en elektrostatisk generator ("influensmaskin"), den så kallade "holtzgeneratorn" eller "Holtz' influensmaskin".
Mellan 1857 och 1862 studerade han fysik och naturvetenskap i Berlin, Dijon och Edinburgh. Därefter genomförde han experiment med elektricitet i Berlin, varefter han fortsatte med forskning vid universitetet i Halle, där han promoverades 1869. Därefter blev han inledningsvis "förste vetenskapsassistent" (1877) och sedan professor (1884–1910) i fysik vid universitetet i Greifswald.
1865 uppfann han en induktionsmaskin som omvandlade mekanisk energi till elektrostatisk energi, och som bara behövde en initialladdning för att fungera. Med tiden modifierade han sin uppfinning och tillverkade fler exemplar av densamma.
Vid den här tiden refererade man ofta till elektrostatiska generatorer som "Toepler-Holtz-maskiner", benämnd även efter den tyske fysikern August Toepler som oberoende av Holtz konstruerade en "influensmaskin" och ofta betraktas som apparatens ursprunglige uppfinnare.
Holtz blev 1906 Geheimer Regierungsrat. Han var gift med Marie Wilhelmine Ida Bulle.